# 1631
- Wikisource

| Calendário gregoriano                                                        | 1631 MDCXXXI                        |
| Ab urbe condita                                                              | 2384                                |
| Calendário arménio                                                           | 1080 – 1081                         |
| Calendário bahá'í                                                            | -213 – -212                         |
| Calendário budista                                                           | 2175                                |
| Calendário chinês                                                            | 4327 – 4328 Início a 1 de fevereiro |
| Calendário copta                                                             | 1347 – 1348                         |
| Calendário etíope                                                            | 1623 – 1624                         |
| Calendários hindus - Vikram Samvat - Calendário nacional indiano - Cáli Iuga | 1686 – 1687 1552 – 1553 4731 – 4732 |
| Calendário Holoceno                                                          | 11631                               |
| Calendário islâmico                                                          | 1041 – 1042                         |
| Calendário judaico                                                           | 5391 – 5392                         |
| Calendário persa                                                             | 1009 – 1010                         |
| Calendário rúnico                                                            | 1881                                |
| Calendário solar tailandês                                                   | 2174                                |

1631 (MDCXXXI, na numeração romana) foi um ano comum do século XVII do actual Calendário Gregoriano, da Era de Cristo, e a sua letra dominical foi E (52 semanas), teve início a uma quarta-feira e terminou também a uma quarta-feira.
| Ano completo                        |
| ----------------------------------- |
| Ano comum com início à quarta-feira |

## Eventos
- Fundação da Capela de São Pedro ad Vincula[desambiguação necessária] na Sé Catedral de Angra do Heroísmo a Igreja de São Salvador, pelo Cónego Luís de Almeida, falecido nesse ano, que a paramentou e embelezou e onde existe a pedra tumular do fundador.[1]

### Em andamento
- Guerra dos Trinta Anos (1618–1648)

## Nascimentos
- Abu Ali Haçane Iussi - escritor sufista de etnia  berbere, considerado o mais proeminente académico marroquino do século XVII e um dos Sabatu Rijal ("Sete santos de Marraquexe"; m. 1691).

## Por tema
- 1631 no Brasil